# Đông Nam Hoa Kỳ
Đông Nam Hoa Kỳ là phần phía đông của Nam Hoa Kỳ nhưng Cục Điều tra Dân số Hoa Kỳ không đưa ra định nghĩa chuẩn về vùng "Đông Nam" của Hoa Kỳ. Các tổ chức nào cần phân chia nhỏ vùng của Hoa Kỳ thì có thể tự do định nghĩa vùng "Đông Nam" hợp với nhu cầu của họ. Tuy nhiên, tiểu bang Georgia gần như lúc nào cũng được tính vào vùng này và Texas thì gần như chưa bao giờ được tính. Việc định nghĩa vùng này bao gồm các tiểu bang khác thì khá phức tạp.
Vùng đô thị Atlanta là trung tâm dân số chính của vùng Đông Nam Hoa Kỳ.. Đông Nam trụ vào một vùng mà thành phố Atlanta gần như nằm ngay vị trí trung tâm với Phi trường Quốc tế Hartsfield-Jackson Atlanta đóng vai trò như một cảng hàng không chính của vùng. Atlanta có số lượng đại học và cao đẳng lớn hạng ba cũng như số sinh viên đại học với khoảng trên 30 cơ sở giáo dục cấp cao và trên 280.000 sinh viên. Phần lớn tiểu bang Virginia có liên quan với Vùng đô thị Washington, Richmond hay các vùng đô thị Virginia Beach-Norfolk-Newport News. Một phần của các vùng đô thị này mở rộng vào trong Bắc Carolina.
Công viên Research Triangle nằm trong khu đô thị Raleigh-Durham thuộc Bắc Carolina đã lộ diện (gần trên 50 năm tồn tại) như một trung tâm chính về kỹ thuật, phát triển và nghiên cứu kỹ thuật sinh học và chính quyền  như ở Richmond. Công viên Nghiên cứu Cummings ở vùng Huntsville, Alabama là khu phức hợp nghiên cứu lớn hạng 2 của Hoa Kỳ. Đây là một trong những khu vực lớn nhất đặc trách kỹ thuật phòng vệ tên lửa và kỹ thuật không gian. Phòng thí nghiệm Từ trường cao Quốc gia (National High Magnetic Field Laboratory) ở Tallahassee, Florida là phòng thí nghiệm lớn nhất trên thế giới chuyên nghiên cứu về từ trường học. Đại học South Carolina hiện đang xây dựng một cơ sở nghiên cứu ở khu trung tâm thành phố Columbia.

## Các thành phố lớn
Đây là mười thành phố lớn nhất trong vùng Đông Nam Hoa Kỳ dựa theo dân số của Cục Điều tra Dân số Hoa Kỳ ngày 1 tháng 7 năm 2006:.
| Hạng | Thành phố      | Tiểu bang    | Dân số  |
| ---- | -------------- | ------------ | ------- |
| 1    | Jacksonville   | Florida      | 794.555 |
| 2    | Charlotte      | Bắc Carolina | 716,874 |
| 3    | Memphis        | Tennessee    | 680,902 |
| 4    | Nashville[a]   | Tennessee    | 590,807 |
| 5    | Louisville[a]  | Kentucky     | 558,541 |
| 6    | Atlanta        | Georgia      | 519,145 |
| 7    | Virginia Beach | Virginia     | 435.619 |
| 8    | Miami          | Florida      | 408.991 |
| 9    | Raleigh        | Bắc Carolina | 356.321 |
| 10   | Tampa          | Florida      | 332.888 |

- ^  a:   Louisville và Nashville là các quận-thành phố thống nhất; dân số được ghi nhận là tính chung toàn thành phố trừ đi những nơi hợp nhất khác nằm trong địa giới của quận.